# Hassan Muath Fallatah
Hassan Muath Fallatah (Arabisch: حسن معاذ فلاته) (27 januari 1986) is een Saoedi-Arabisch voetballer, die sinds 2004 als verdediger speelt voor Al Shabab. Hij is sinds 2006 onderdeel van het Saoedi-Arabisch voetbalelftal. Fallatah heeft in zijn carrière vijf keer gescoord.